# 索納區
索納區（西班牙語：Distrito de Soná），是巴拿馬的一個行政區，位於該國中西部，由貝拉瓜斯省負責管轄，始建於1855年，面積1,519.1平方公里，海拔高度7米，2010年人口27,833，人口密度每平方公里18.32人。
8°1′N 81°19′W / 8.017°N 81.317°W